# Descendants 3 (banda sonora)
Descendants 3 es el tercer álbum de banda sonora del reparto de la película homónima, publicado el 2 de agosto de 2019 por Walt Disney Records. La banda sonora se anunció el 31 de mayo de 2019, y el sencillo principal "Good to be Bad" se lanzó en la misma fecha. Otras dos canciones: "VK Mashup" y "Queen of Mean" fueron lanzadas el 19 de julio y el 2 de agosto, respectivamente; esta última acompañó el lanzamiento de la banda sonora. 
El álbum alcanzó el número 7 en la lista de álbumes Billboard 200, con más de 36.000 unidades equivalentes a álbumes, de las que 23.000 fueron ventas puras. Además, encabezó la lista Billboard Kid Albums, y además debutó en múltiples posiciones de las listas de Australia, Canadá y Francia. También recibió una nominación al Billboard Music Award for Top Soundtrack en los Billboard Music Awards de 2020 que perdió frente a la banda sonora de Frozen II.

## Antecedentes
Descendientes 3 fue lanzado el 2 de agosto de 2019, junto con la película, y contó con 13 pistas, con gran parte de las canciones están escritas originalmente para la película. También se incluyen en el álbum: "Dig a Little Deeper" de la película de 2009 La princesa y el sapo, dos canciones de la banda sonora de la primera película, "¿Did I Mention?" y una versión remix de "Rotten to the Core".
Steven Vincent, vicepresidente de música y bandas sonoras de Disney Channel, declaró en una entrevista a Variety, que revisó "el guión en busca de oportunidades musicales en las que pudiéramos utilizar grandes números y en las que pudiéramos hacer números de personajes". Añadió que el personaje de Sofia Carson, Evie, no tenía una canción en las dos primeras películas, por lo que "buscó un lugar donde ella pudiera tener un número para sí misma y que fuera fresco para esta película". 
Sobre el número de apertura, "Good to be Bad", la compositora Antonina Armato, que trabajó en las dos primeras películas, había dicho que "Queríamos asegurarnos de que esas letras te hicieran sentir que era una celebración. Estos son los niños inadaptados y de repente se sienten orgullosos. Quizá seamos los chicos malos. Tal vez somos las manzanas podridas, pero ¿adivinen qué? Hemos hecho puré de manzana y sabe bien y todo el mundo está encantado". Sobre la canción "Queen of Mean", cantada por Sarah Jeffery en el papel de Audrey, Armato añadió: "Al principio, su personaje siempre hacía lo correcto y, de repente, todo lo que pensabas que iba a pasar no pasó y ella dijo: "Bueno, puedo aceptar esto o puedo empoderarme". ... Pensé que a muchas chicas jóvenes les gustaría tal y como suena. Fue divertido y Sarah encarnó la canción de una forma genial".

## Rendimiento comercial
La banda sonora debutó en el número siete de la lista Billboard 200 con 36.000 Unidades equivalentes de álbumes, algo menos que las bandas sonoras de las dos primeras películas, que obtuvieron 42.000 y 46.000 respectivamente. Posteriormente cayó al número 14, la semana siguiente. Encabezó la lista de Billboard Kid Albums y también debutó en el número 10 de la lista de álbumes de bandas sonoras del Reino Unido, mientras que en Australia, Canadá y Francia se situó en los números 36 y 166, respectivamente. Los vídeos musicales que acompañan a la banda sonora obtuvieron alrededor de 285 millones de visitas en el canal Disney Music de Vevo.

## Sencillos
"Good to Be Bad", interpretada por Dove Cameron, Sofia Carson, Cameron Boyce, Booboo Stewart, Anna Cathcart y Jadah Marie, se lanzó como sencillo el 31 de mayo de 2019, junto con el pedido anticipado de la banda sonora. "VK Mashup" fue lanzado como segundo sencillo el 19 de julio, que contiene samples de "Rotten to the Core", "Ways to Be Wicked", y "Good to be Bad" de las tres primeras películas. 
El tema "Queen of Mean" se estrenó el 2 de agosto, junto con la banda sonora y debutó en el número 67 de la Billboard Hot 100 convirtiéndose en la primera entrada de Jeffery en la lista, una de las canciones más taquilleras de la franquicia Descendientes así como la canción en solitario más taquillera de cualquiera de las películas, además, estuvo ocho semanas consecutivas en la lista Billboard Hot 100, convirtiéndose en la canción de Los Descendientes que más tiempo ha permanecido en ella.  También apareció en el número 57 de la lista Canadian Hot 100, y en el número 89 de la UK Singles Chart.  El remix de CLOUDxCITY de "Queen of Mean" se publicó el 13 de octubre de 2019, a la vez que incluye un mashup de "What's My Name" de la segunda película.

### Otras canciones en Listas
Tras el lanzamiento de la banda sonora de la película, "Night Falls", interpretada por Dove Cameron, Sofia Carson, Cameron Boyce, Booboo Stewart, China Anne McClain, Thomas Doherty y Dylan Playfair, debutó en el número 84 de la lista Billboard Hot 100.

## Lista de Canciones
| Descendants 3 (Original TV Movie Soundtrack) – Standard edition |                                 | |          |  |
| N.º                                                             | Título                          | Interprete(s) | Duración |  |
| 1.                                                              | «Good to Be Bad»                | Dove Cameron Sofia Carson Cameron Boyce Booboo Stewart Anna Cathcart Jadah Marie                                         | 3:09     |  |
| 2.                                                              | «Queen of Mean»                 | Sarah Jeffery | 3:09     |  |
| 3.                                                              | «Do What You Gotta Do»          | Cameron Cheyenne Jackson                                                                                                 | 2:57     |  |
| 4.                                                              | «Night Falls»                   | Cameron Boyce Carson Stewart Marie China Anne McClain Thomas Doherty Dylan Playfair                                      | 3:08     |  |
| 5.                                                              | «One Kiss»                      | Carson Cameron McClain                                                                                                   | 2:29     |  |
| 6.                                                              | «My Once Upon a Time»           | Cameron | 3:48     |  |
| 7.                                                              | «Break This Down»               | Cameron Boyce Carson Stewart McClain Jeffery Doherty Playfair Cathcart Marie Mitchell Hope Brenna D'Amico Zachary Gibson | 3:29     |  |
| 8.                                                              | «Dig a Little Deeper»           | McClain | 2:57     |  |
| 9.                                                              | «Did I Mention»                 | Hope | 0:29     |  |
| 10.                                                             | «Rotten to the Core» (D3 Remix) | Cameron Boyce Carson Stewart McClain Jeffery Doherty Marie                                                               | 2:47     |  |
| 11.                                                             | «Happy Birthday»                | Jeffery | 0:36     |  |
| 12.                                                             | «VK Mashup»                     | Cameron Boyce Carson Stewart                                                                                             | 1:59     |  |
| 13.                                                             | «Descendants 3 Score Suite»     | David Lawrence | 5:01     |  |
| 36:03                                                           |                                 | |          |  |

## Charts

### Weekly
| Chart (2019)                                    | Peak position |
| ----------------------------------------------- | ------------- |
| Australia (ARIA)                                | 36            |
| Bélgica (Ultratop flamenca)                     | 109           |
| Canadá (Billboard Canadian Albums)              | 36            |
| Países Bajos (Album Top 100)                    | 74            |
| Francia (SNEP)                                  | 166           |
| España (PROMUSICAE)                             | 82            |
| Reino Unido (OCC)                               | 10            |
| Estados Unidos US (Billboard 200)               | 7             |
| Estados Unidos US Kid Albums (Billboard)        | 1             |
| Estados Unidos US Soundtrack Albums (Billboard) | 1             |

### Year-end
| Chart (2019)                                    | Position |
| ----------------------------------------------- | -------- |
| Estados Unidos US Soundtrack Albums (Billboard) | 15       |
| Chart (2020)                                    | Position |
| Estados Unidos US Soundtrack Albums (Billboard) | 21       |